# Баня-Лука (аеропорт)
Міжнародний аеропорт Баня-Лука (IATA: BNX, ICAO: LQBK) (серб. Међународни аеродром Бања Лука, босн. Međunarodni aerodrom Banja Luka) - міжнародний аеропорт, також відомий як Аеропорт Маховляни за назвою найближчого присілку, розташований за 18 км на північний північний схід від залізничної станції міста Баня-Лука, за розміром другого міста Боснії і Герцеговини і адміністративного центру Республіки Сербської.

## Історія
Будівництво міжнародного аеропорту Баня Лука розпочалося у 1976 році. Відповідно до плану розвитку тоді це був аеропорт місцевої значимості, розрахований на обслуговування внутрішніх рейсів на території СФРЮ.
Після політичного і територіального поділу колишньої Югославії Баня-Лука в результаті Дейтонських угод фактично стала столицею Республіки Сербської. Це додало аеропорту Баня-Лука велику значущість і нову роль. Міжнародний аеропорт Баня-Лука був відкритий для цивільних рейсів 18 листопада 1997 року.
У 1999 - 2003 роках аеропорт був головним хабом Air Srpska, яка була флагманським перевізником Республіки Сербська. Ця авіакомпанія була створена Jat Airways і урядом Республіки Сербської. У 2003 році  Air Srpska припинила діяльність внаслідок зростаючої заборгованості, а Jat Airways вийшла з підприємства.
Інфраструктура аеропорту модернізувалася у 2002 - 2003 роках через візит Папи Іоанна Павла II в Баня-Луку у червні 2003 року.
Оператором Міжнародного Аеропорту Баня-Лука є державне підприємство «Aerodromi Republike Srpske».

## Авіалінії та напрямки (квітень 2023)

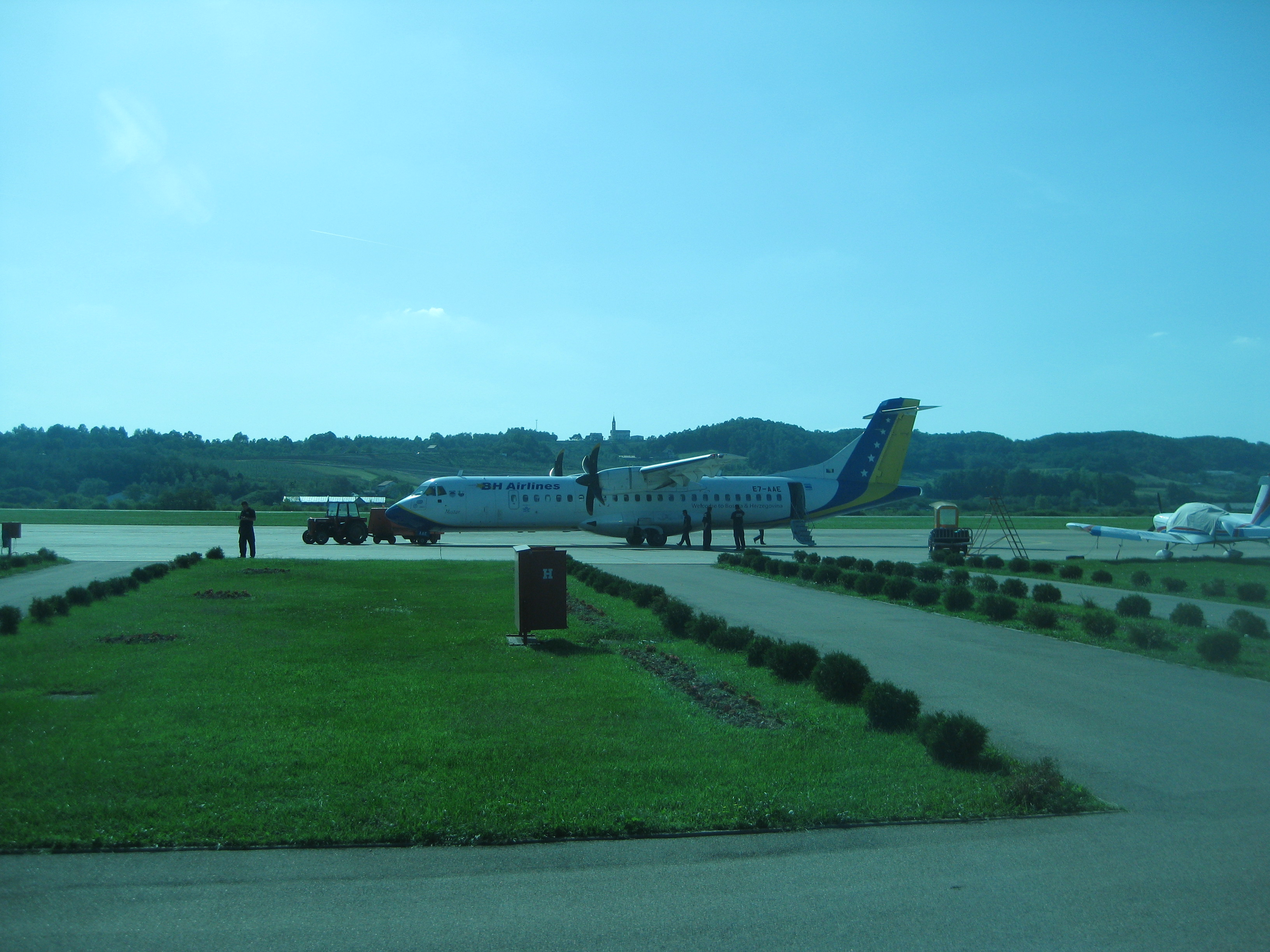
BH Airlines ATR72

### Пасажирські
| Авіакомпанія      | Пункт призначення                                                                      |
| ----------------- | -------------------------------------------------------------------------------------- |
| Aegean Airlines   | Сезонний чартер: Афіни (з 1 липня 2023)                                                |
| Air Cairo         | Сезонний: Хургада                                                                      |
| Air Montenegro    | Сезонний: Тиват                                                                        |
| Air Serbia        | Белград                                                                                |
| Freebird Airlines | Сезонний чартер: Анталія                                                               |
| Nouvelair         | Сезонний чартер: Монастір (з 31 травня 2023)                                           |
| Ryanair           | Берлін-Бранденбург, Відень, Гетеборг, Меммінгем, Нюрнберг, Стокгольм-Арланда, Шарлеруа |
| Tailwind Airlines | Сезонний чартер: Анталія (з 7 червня 2023)                                             |
| Wizz Air          | Базель, Гамбург, Дортмунд, Стокгольм-Скавста                                           |

## Статистика
Див. джерело запитів Вікіданих та джерела.

### Пасажирські
| Рік/Місяць | Січ   | Лют   | Бер   | Квіт  | Трав  | Черв  | Лип   | Серп  | Вер   | Жовт  | Лист  | Груд  | Загалом за рік | Зміни   |
| 2016       | 1.484 | 875   | 1.368 | 1.581 | 2.298 | 2.094 | 2.835 | 2.807 | 1.905 | 1.905 | n/a   | n/a   | 21.694         | -4,     |
| 2015       | 1.830 | 1.154 | 1.327 | 2.090 | 2.353 | 2.085 | 2.554 | 2.591 | 2.185 | 1.782 | 1.078 | 1.771 | 22.800         | -17.5%  |
| 2014       | 1.522 | 1.352 | 1.566 | 1.942 | 2.201 | 2.797 | 3.457 | 4.011 | 2.633 | 2.503 | 1.661 | 1.991 | 27.636         | +212.7% |
| 2013       | 518   | 448   | 400   | 431   | 601   | 530   | 844   | 893   | 713   | 824   | 434   | 2.201 | 8.837          | +37.6%  |
| 2012       | 791   | 424   | 178   | 408   | 402   | 377   | 589   | 688   | 610   | 642   | 550   | 765   | 6.424          | −23.2%  |
| 2011       | 560   | 422   | 640   | 719   | 680   | 536   | 1.209 | 942   | 707   | 830   | 545   | 577   | 8.367          | +74.4%  |
| 2010       | -     | -     | -     | -     | -     | -     | -     | -     | 497   | 432   | 602   | -     | 4.798          |         |

## Ресурси Інтернету
Вікісховище має мультимедійні дані за темою: Баня-Лука (аеропорт)
- Official website [Архівовано 3 травня 2006 у Wayback Machine.]